# Университет Риккё
Университет Риккё (яп. 立教大学 Риккё: дайгаку) — негосударственное учебное заведение в Икебукуро, специализирующееся на гуманитарных дисциплинах. Входит в шестёрку ведущих ВУЗов Токио, крупнейший в Японии университет, аффилированный с англиканами. Отсчитывает свою историю с 1874 года, когда миссионер Ченнинг Мур Уильямс основал школу Святого Петра для мальчиков.
Университет ориентирован на международный уровень и участвует в многочисленных международных программах и проектах. Рикке поддерживает контакты с более чем 140 учебными заведениями за рубежом с целью обмена преподавателями, студентами и проектами.
Рикке входит в топ-10 в рейтинге частных университетов Японии.

## Выдающиеся преподаватели
- Джеймс Гардинер — архитектор